# Mašrek

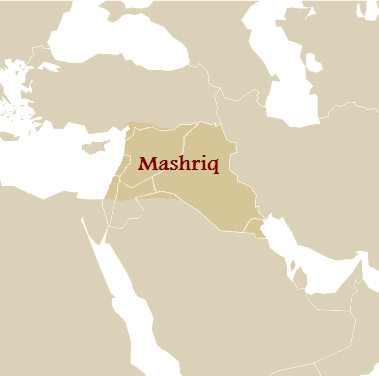
Jedno z možných vymezení Mašreku (bez Egypta ale s Kuvajtem)

Mašrek (arabsky مشرق‎) je označení pro státy Arabského světa východně od Egypta a severně od Arabského poloostrova. Jedná se tedy zejména o Irák, Jordánsko, Sýrii a Libanon, ke kterým bývá někdy připočítáván i samotný Egypt vzhledem k jeho úzkým dějinným svazkům s Levantou, kdy společně tvořily jeden stát (například během Nové říše, za Umajjovců, Abbásovců, během Fátimovského chalífátu, za Ajjúbovců i za Mamlúků).
Někdy je Mašrek chápan jako protiklad Maghrebu; totiž arabských zemí západně od Egypta. V takovém případě do něho může být někdy počítán i celý Arabský poloostrov.
V roce 2014 v Mašreku žilo 1,7% celosvětové populace. Jedná se o dlouhodobě velmi nestabilní a výbušnou oblast plnou vnitřních i přeshraničních konfliktů (např. válka v Sýrii, válka v Iráku, problém Palestiny, Kurdů a jiných menšin), jediným relativně konsolidovaným a klidným státem je Jordánsko (a případně Kuvajt).